# Gerhard August Honckeny
Gerhard August Honckeny ( 1724 - 1805) fue un botánico alemán .

## Algunas publicaciones

### Libros
- g.a. Honckeny, k.l. Willdenow. 1793.  Synopsis Plantarum Germaniae. 378 pp. ISBN 978-1-104-90739-6

- -------------------. 1782. Vollständiges systematisches Verzeichniss aller Gewächse Teutschlandes. 716 pp.

## Honores

### Eponimia
En su honor se nombraron géneros de familias:
- (Caryophyllaceae) Honckenya Ehrh. [2]
- (Tiliaceae) Honckenya Willd. [3]

- La abreviatura «Honck.» se emplea para indicar a Gerhard August Honckeny como autoridad en la descripción y clasificación científica de los vegetales.[4]